# Mecysmauchenius osorno
Mecysmauchenius osorno är en spindelart som beskrevs av Forster och Norman I. Platnick 1984. Mecysmauchenius osorno ingår i släktet Mecysmauchenius och familjen Mecysmaucheniidae. Inga underarter finns listade i Catalogue of Life.